# الحبالصة
قرية الحبالصة هي إحدى القرى التابعة لمركز القوصية في محافظة أسيوط في جمهورية مصر العربية. حسب إحصاءات سنة 2006، بلغ إجمالي السكان في الحبالصة 8223 نسمة، منهم 4071 رجل و4152 امرأة.